# Ібрагім Тукан
Ібрагім Тукан (араб. ابراهيم طوقان, нар. 1905, Наблус, — пом. 2 травня 1941, Єрусалим) — палестинський поет, автор державного гімну Іраку.

## Біографія
Народився в Наблусі, в період правління Османської імперії. Ібрагім із впливового у політичній та соціально-економічних сферах Наблусу роду Туканів. Брат йорданського державного і політичного діяча Ахмада Тукана і поетеси Фадви Тукан, котра прищепила йому інтерес до занять поезією.
Початкову освіту здобув в одній із місцевих шкіл, середню — у Єрусалимі. З 1923 по 1929 навчався в Американському університеті у Бейруті, здобув ступінь бакалавра в галузі літератури.
Працював у Національному університеті у Наблусі, пізніше — в Бейруті та Єрусалимі. У 1937 році одружився з Саміє Абдель Хаді.
Тукан все життя страждав від проблем зі шлунком і в 1941 помер у віці 36 років від виразкової хвороби у Французькій лікарні в Єрусалимі.

## Поезія
Більшість його віршів була присвячена боротьбі арабів проти англійців, які контролювали Палестину з 1922 року. Його вірші стали відомі в арабському світі під час арабського повстання у 1936—1939 роках. За словами палестинської поетеси Сальми Хадри Джаюсі, поезія Тукана відзначається «щирістю та емоційною правдивістю. Його вірші чіткі й прямі, дикція проста й добре підібрана, а фрази потужні й часто лаконічні».
Вірш «Моя Батьківщина», написаний під час одного з повстань, популярний в арабському світі, був неофіційним національним гімном Палестини, поки країна не прийняла офіційний гімн у 1996 році. Є державним гімном Іраку.